# Cầu Albert
Cầu Albert là cây cầu đường bộ bắc qua sông Thames tại tây Luân Đôn, nối liền giữa Chelsea bên bờ phía bắc với Battersea bên bờ phía nam. Cầu được thiết kế và xây dựng bởi Rowland Mason Ordish vào năm 1873.